# Paul Albrecht Ferdinand Gmelin
Paul Albrecht Ferdinand Gmelin (* 11. Januar 1822 in Rottenburg am Neckar; † 24. September 1875 in Göppingen) war ein deutscher Apotheker, Dozent und Unternehmer.

## Leben
Gmelin lernte ab 1836 in der Apotheke seines Vaters in Rottenburg und blieb dort noch einige Zeit als Gehilfe. Anschließend war er in der Apotheke von Epting in Calw und in der Apotheke von Hoffmann in Landau an der Isar tätig. Danach verbrachte er seine zweijährige Assistentenzeit bei Professor Fleischer in Hohenheim. Er studierte von 1845 bis 1846 Pharmazie an der Eberhard Karls Universität Tübingen und schloss sein Studium 1846 mit dem Apothekerexamen ab. Von 1849 bis 1854 war Paul Gmelin in der väterlichen Apotheke in Rottenburg tätig und erwarb nach deren Verkauf die Untere Apotheke in Vaihingen/Enz, die er von 1854 bis 1863 betrieb. Die Apotheke in Vaihingen verkaufte er auch wieder.
Gmelin gehörte zu württembergischen Apothekern, die von einem großen Unternehmergeist beseelt waren. Die Arbeit in der Apotheke erfüllte ihn nicht. Erst als Unternehmer konnte er seine naturwissenschaftlichen Kenntnisse verwerten. Zusammen mit Albert Zeller als Teilhaber gründete er 1866 eine Mineralölfabrik in Eislingen/Fils und war dort bis zu seinem Tod tätig. Er stellte Schieferöl her, das dann zu Maschinenöl und anderen Ölprodukten verarbeitet wurde. Außerdem stellte er technische Fette her. Das Unternehmen besteht noch heute unter dem Namen Zeller+Gmelin.
Während seines Ruhestands in Stuttgart wirkte er nebenamtlich von 1865 bis 1867 als Dozent für pharmazeutische Botanik und Warenkunde an der Polytechnischen Schule Stuttgart.

## Familie
Am 3. Mai 1849 heiratete er in Hedelfingen das Fräulein Luise Friederike Keller (1823–1891), eine Tochter des dortigen Revierförsters Johann Keller. Sein Sohn Eugen (* 1851) war der Vater des Physikers Paul Ludwig Christoph Gmelin. Sein Sohn Paul (* 1857) war mit Sibylle von Horstig d’Aubigny (1865–1923) verheiratet, einer Enkelin von Karl Gottlieb Horstig und Großnichte von Nina d’Aubigny von Engelbrunner.